# 赫克 (伊利諾伊州)
赫克（英語：Hecker）是位於美國伊利諾伊州門羅縣的一個村落。

## 地理
赫克的座標為38°18′20″N 89°59′39″W / 38.30556°N 89.99417°W，而該地最高點為海拔高度144米（即472英尺）。

## 人口
根據2010年美國人口普查的數據，赫克的面積為0.58平方千米，當中陸地面積為0.58平方千米，而水域面積為0.00平方千米。當地共有人口481人，而人口密度為每平方千米829人。